# Dansk guldalderjazz
Dansk guldalderjazz er et albumsæt med en antologi af dansk jazzmusik fra 1930'erne og 1940'erne. Musikken blev samlet og udsendt på fire lp'er i 1968 (volume 1-4). Perioden i 1930'erne og 1940'erne er blevet betegnet som dansk jazz' guldalder, hvilket er baggrunden for albumsættets titel. Antologien er udvalgt af forfatteren Harald Grut, som også skrev noter i et tilhørende hæfte, og sættet er genudsendt i 1988 og 2009.
Blandt de navne, der er særligt fremtrædende på albumsættet, er Svend Asmussen, Børge Roger Henrichsen og Leo Mathisen.
Antologien blev optaget i Kulturkanonen fra 2006 som et af ti album med populærmusik.

## Spor
| #   | Titel                                          | Kunstnere                               | Længde |
| --- | ---------------------------------------------- | --------------------------------------- | ------ |
| 1.  | "Skoletimer"                                   | De Tre Rhythm Girls                     |        |
| 2.  | "Geografi"                                     | Aksel Schiøtz og De Tre Rhythm Girls    |        |
| 3.  | "Kl. 14 - Fri"                                 | Kjeld Nørregård                         |        |
| 4.  | "Mad"                                          | Asta Kordt                              |        |
| 5.  | "Josephines vise"                              | Inga Kordt                              |        |
| 6.  | "Armstrong Faar Trompeten"                     | Richard Johansens orkester              |        |
| 7.  | "Tiger Rag"                                    | Svend Asmussen Sextetten                |        |
| 8.  | "My Blue Heaven"                               | Svend Asmussen Sextetten                |        |
| 9.  | "Memphis Blues"                                | Benny Carter og Kai Ewans' orkester     |        |
| 10. | "When Lights Are Low"                          | Benny Carter og Kai Ewans' orkester     |        |
| 11. | "Rug Cutters Swing"                            | Anker Skjoldborgs danseorkester         |        |
| 12. | "Showboat Shuffle"                             | Aage Juhl Thomsens orkester             |        |
| 13. | "Bugle Call Rag"                               | Svend Asmussen Trio                     |        |
| 14. | "Sweet Sue" (Jam session)                      | Forskellige                             |        |
| 15. | "June Night"                                   | Svend Asmussens Skandia Trio            |        |
| 16. | "Honeysuckle Rose"                             | Svend Asmussens kvintet                 |        |
| 17. | "Limehouse Blues"                              | Svend Asmussens sekstet                 |        |
| 18. | "Murder in the Madhouse"                       | Kai Ewans' danseorkester                |        |
| 19. | "I Can't Give You Anything But Love"           | Helge Jacobsen                          |        |
| 20. | "Nagasaki"                                     | Cecil Aagaard & His Swingers            |        |
| 21. | "Blues Upstairs"                               | Cecil Aagaard & His Swingers            |        |
| 22. | "Ring Dem Bells"                               | Svend Asmussens kvintet                 |        |
| 23. | "Sweet Georgia Brown"                          | Henry Hagemann & His Full Brass         |        |
| 24. | "One O'Clock Jump"                             | Harlem Kiddies                          |        |
| 25. | "In the Mood"                                  | Bruno Henriksens danseorkester          |        |
| 26. | "Anita"                                        | Leo Mathisens band                      |        |
| 27. | "Take It Easy"                                 | Leo Mathisens band                      |        |
| 28. | "To Be Or Not To Be"                           | Leo Mathisens band                      |        |
| 29. | "I Heard"                                      | Svend Asmussens kvintet                 |        |
| 30. | "Silly Sally from Tin Pan Alley"               | Kjeld Bonfils                           |        |
| 31. | "The Jeep Is Jumping"                          | Bent Fabricius-Bjerres orkester         |        |
| 32. | "Kortbølge Blues"                              | Niels Foss' Shortwave Band              |        |
| 33. | "Miss Otis Regrets"                            | Børge Roger Henrichsen & hans kvintet   |        |
| 34. | "Præludium i C"                                | Børge Roger Henrichsen, Niels Foss      |        |
| 35. | "Saadan er jeg"                                | Børge Roger Henrichsen, Niels Foss      |        |
| 36. | "Roger Steps In"                               | Børge Roger Henrichsen og hans orkester |        |
| 37. | "Ain't She Sweet"                              | Leo Mathisen                            |        |
| 38. | "It All Depends on You"                        | Leo Mathisen                            |        |
| 39. | "Tippin' at the Terrace"                       | Leo Mathisens orkester                  |        |
| 40. | "Hot Spot Blues"                               | Leo Mathisens orkester                  |        |
| 41. | "Stream Line"                                  | Niels Foss' Skala Orkester              |        |
| 42. | "Once Upon a Time"                             | Børge Roger Henrichsens orkester        |        |
| 43. | "Jazzomelet med spinet"                        | Børge Roger Henrichsen & hans kvintet   |        |
| 44. | "Basin Street Blues"                           | Børge Roger Henrichsen & hans kvintet   |        |
| 45. | "Marken er mejet"                              | Bruno Henriksens arena orkester         |        |
| 46. | "Music of the Night"                           | Leo Mathisens orkester                  |        |
| 47. | "Sara O'Hara"                                  | Kjeld Bonfils trio                      |        |
| 48. | "Someone Stole Gabriel's Horn"                 | Henry Hagemanns sextet                  |        |
| 49. | "Alligator Swing"                              | Harlem Kiddies                          |        |
| 50. | "Echoes of Harlem"                             | Børge Roger Henrichsen og hans kvintet  |        |
| 51. | "Blue Lou"                                     | Børge Roger Henrichsen og hans kvintet  |        |
| 52. | "Crazy Rhythm"                                 | Svend Asmussens orkester                |        |
| 53. | "Get Up Those Stairs"                          | Svend Asmussens sextet                  |        |
| 54. | "It Don't Mean a Thing, If It Ain't Got a Bop" | Svend Asmussens orkester                |        |
| 55. | "S.O.S."                                       | Arne Lamberths Progressive Jazz         |        |
| 56. | "Keep Clear of Propellers"                     | Arne Lamberths Progressive Jazz         |        |